# كأس الاتحاد الصيني
كأس الاتحاد الصيني لكرة القدم (بالصينية: 中國足協杯) هو كأس كرة قدم بنظام إخراج المغلوب يشارك به 30 فريق من جميع أنحاء الصين وتنظم من قبل الاتحاد الصيني لكرة القدم.

## وصلات خارجية
- Official site of the Chinese Football Association (بالصينية)
- RSSSF.com - China List of Cup Winners